# Kaczenice
Kaczenice (Duits: Rohrweise) is een plaats in het Poolse district  Zielonogórski, woiwodschap Lubusz. De plaats maakt deel uit van de gemeente Nowogród Bobrzański en telt 200 inwoners.